# 檸檬水

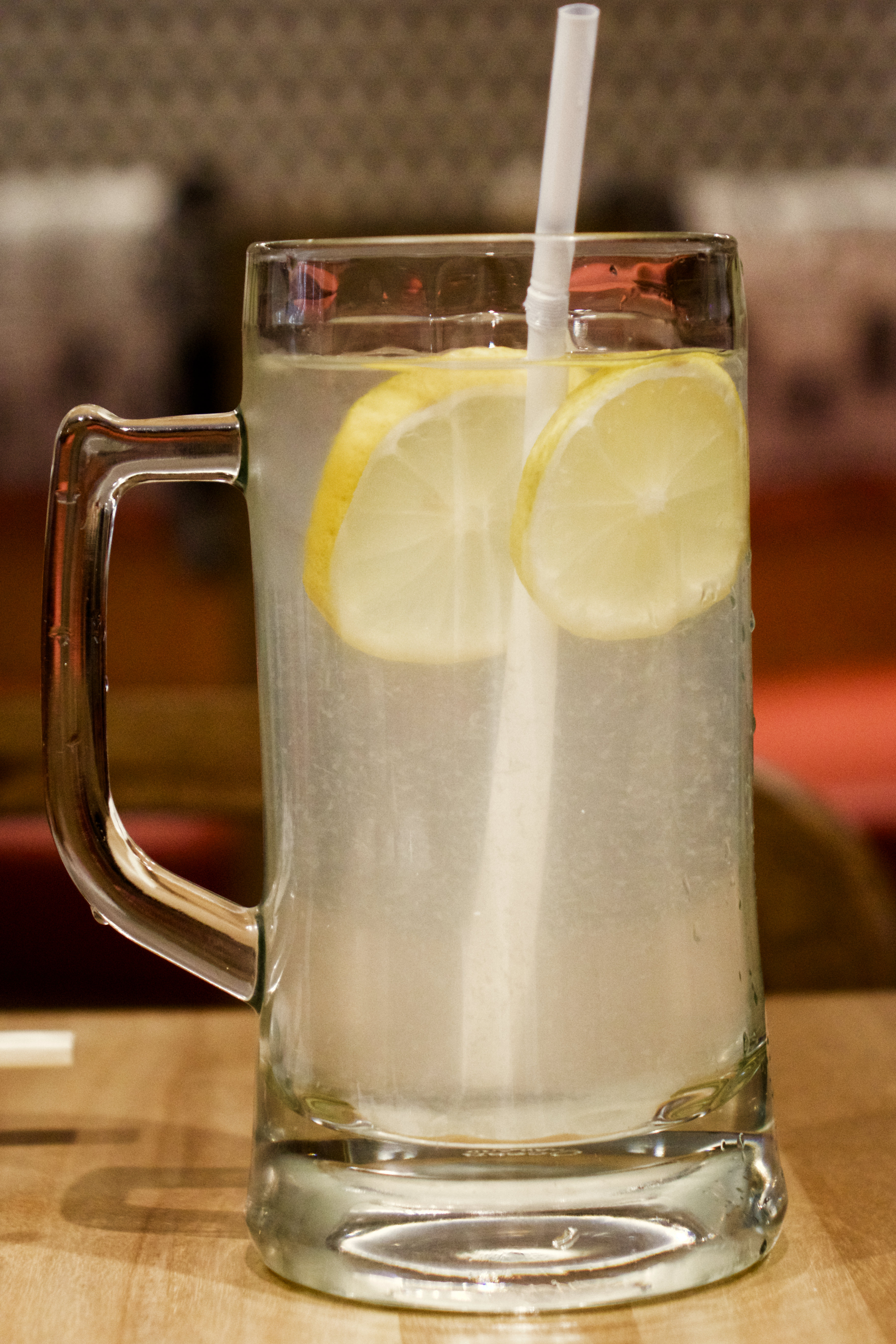
一杯檸檬水

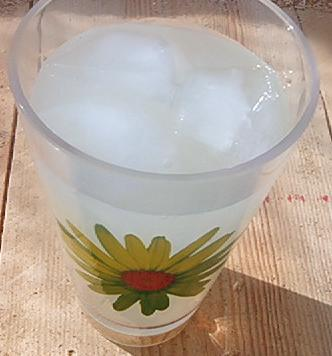
一杯加了冰塊的美式檸檬水

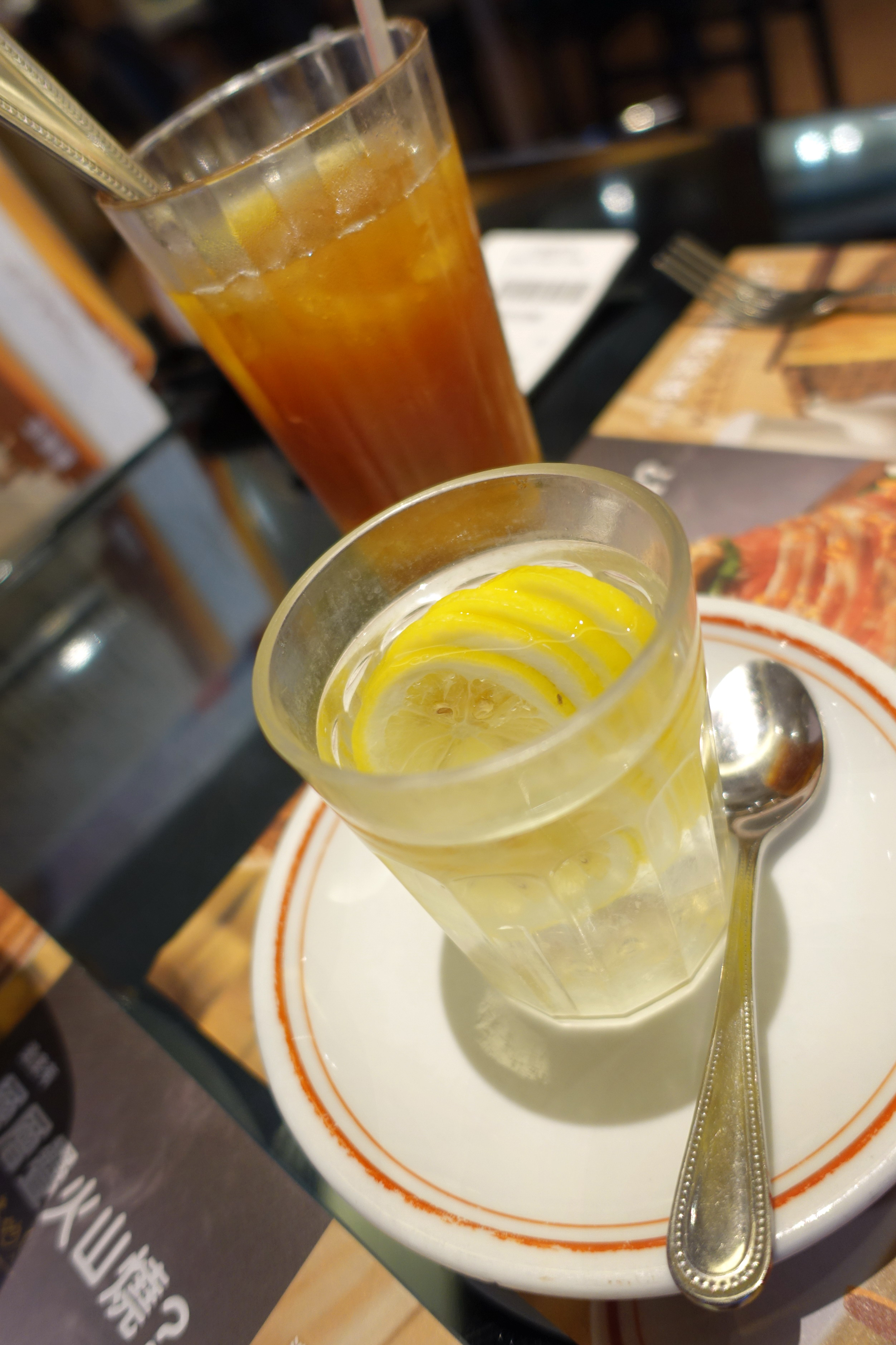
港式熱檸水（前）和凍檸茶

檸檬水  （英語：Lemonade）  。是世界各地所发现的各种加糖饮料水中的任何一种，但传统上都是以檸檬調味为特征。通常會加入砂糖或是蜂蜜，帶有酸酸甜甜的口感。摻有蜂蜜的檸檬水，也被稱為蜂蜜檸檬。香港的做法則是將檸檬片加入蜂蜜水之中，稱為檸檬蜜。部份檸檬水飲料加入了二氧化碳製成汽水，最著名的品牌是雪碧和七喜。

## 歷史
由于柠檬和甘蔗原产于印度，印度人首先做出了一种名为nimbu pani的柠檬水。
最早的柠檬水文獻证据在埃及被发现，大约在公元1000年左右。据信这种水果是大約在公元700年時从亚洲引进的。在这里，农民享用一种用柠檬、枣和蜂蜜所制成的饮料，在當地被稱為qatarmizat。
1676年，一家名为Compagnie de Limonadiers的公司在巴黎成立。

## 簡介
在香港，檸檬水時常簡稱為檸水，與港式檸檬茶一樣，一般必定配有2塊至4塊切片檸檬在杯中，客人可用配備的匙或飲筒，將檸檬摏搗以調節酸性。另外，熱飲中加糖的飲法與西方不一定加糖的飲法相異。
不少上班族常受胃痛困擾，很多時與飲食習慣有關，近年很多人深信飲檸檬水、果醋可排毒護膚，或食西柚有助減肥。雖然檸檬、西柚及果醋都屬有益食物，但不宜長期空腹進食或飲用，否則會刺激更多胃酸分泌，建議偶爾進食，並宜先吃其他食物「打底」，讓食物消化的過程可稀釋胃酸，減少對胃部刺激。